# Agnieszka Duczmal

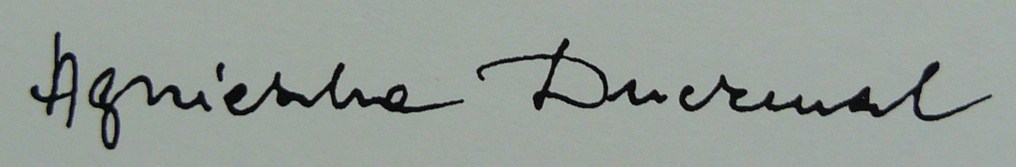
Autograf Agnieszki Duczmal

Agnieszka Duczmal-Jaroszewska (ur. 7 stycznia 1946 w Krotoszynie) – polska dyrygentka, założycielka i dyrygentka Orkiestry Kameralnej Polskiego Radia Amadeus, występująca również z innymi orkiestrami symfonicznymi w kraju i za granicą. Jako pierwsza kobieta-dyrygent wystąpiła na scenie mediolańskiej La Scali.

## Życiorys
Urodziła się 7 stycznia 1946 w Krotoszynie, w rodzinie o tradycjach muzycznych. Córka dyrygenta Henryka Duczmala i polonistki Leokadii z domu Surdyk. Jej rodzice po wybuchu II wojny światowej zostali wywiezieni z Poznania do Generalnego Gubernatorstwa, gdzie urodził się brat Agnieszki, Wojciech (profesor nauk chemicznych). Duczmalowie trafili na front wojenny w okolice Berlina, a stąd przyjechali do Krotoszyna, gdzie mieszkali do 1949.
Naukę gry na fortepianie rozpoczęła jako 5,5-latka. Będąc w drugiej klasie szkoły podstawowej, po wysłuchaniu koncertu w Filharmonii Poznańskiej – poematu symfonicznego „Figle Dyla Sowizdrzała” Richarda Straussa – postanowiła zostać dyrygentką.

Moje postanowienie, by zostać dyrygentem, zrodziło się, gdy miałam osiem lat. Wtedy uznałam, że orkiestra to najcudowniejszy muzyczny instrument.

Uczęszczała do dwóch szkół: V Liceum Ogólnokształcącego im. Klaudyny Potockiej oraz Średniej Szkoły Muzycznej w Poznaniu. Jej pierwszym nauczycielem, w średniej szkole, był prof. Stanisław Kulczyński. Śpiewała w chórze, który prowadził profesor Stefan Stuligrosz. Po ukończeniu liceum podjęła w 1966 studia w Państwowej Wyższej Szkole Muzycznej w Poznaniu. Studiowała dyrygenturę pod kierunkiem Witolda Krzemieńskiego. W czasie studiów utworzyła w 1968 orkiestrę kameralną Pro Musica.
Po skończeniu studiów, w latach 1971–1972 pracowała jako asystent dyrygenta w Filharmonii Poznańskiej, a od 1972 w Teatrze Wielkim w Poznaniu, gdzie przygotowała m.in. polską prapremierę opery Benjamina Brittena „Sen nocy letniej”, premierę opery „Rigoletto” Giuseppe Verdiego oraz baletu „Romeo i Julia” Siergieja Prokofjewa. Cały czas starała się godzić pracę w operze z pracą w orkiestrze, by ostatecznie dokonać wyboru – zrezygnować z pracy w operze i poświęcić się orkiestrze i muzyce kameralnej.
W 1977 utworzona i kierowana przez nią orkiestra kameralna Pro Musica została przekształcona w etatowy zespół Polskiego Radia i Telewizji, który od 1988 występuje jako Orkiestra Kameralna Polskiego Radia Amadeus. Duczmal pozostaje dyrektorem i kierownikiem artystycznym tej orkiestry, koncertowała z nią po wielu krajach na świecie i brała udział w festiwalach europejskich (m.in. Warszawska Jesień). Z orkiestrą koncertowała z wieloma solistami, m.in. z pianistką Marthą Argerich, wiolonczelistą Mischą Maiskym, skrzypkami: Henrykiem Szeryngiem, Wadimem Brodskim i Konstantym Andrzejem Kulką, grającym na fletni Pana Gheorghe Zamfirem, pianistą Jeremym Menuhinem, kontrabasistą Garym Karre, wiolonczelistą Davidem Geringasem czy gitarzystą jazzowym Al Di Meola. Współpracowała z wieloma rozgłośniami radiowymi (polskimi, niemieckimi, belgijskimi, angielskimi, kanadyjskimi, meksykańskimi i japońskimi) oraz telewizją w Polsce (m.in. cykle Stereo i w kolorze oraz Goście Agnieszki Duczmal), Francji, Meksyku i Japonii. Jako pierwsza kobieta-dyrygent wystąpiła na scenie mediolańskiej La Scali, a także w Teatrze Królewskim w Madrycie i w Teatrze Królewskim w Belgii.

Agnieszkę Duczmal pamiętam właściwie od zarania jej działalności dyrygenckiej. Jej orkiestra, która dziś cieszy się rozgłosem międzynarodowym, była wtedy początkującym zespołem, rozwijającym swe skrzydła. Już wtedy zauważyłem, że podczas próby »Simple Symphony « Brittena było w osobowości młodej dyrygentki coś, co przykuwało moją uwagę - fascynacja muzyką, która stanowiła dla niej żywioł naturalny.

Była członkinią jury ogólnopolskich i międzynarodowych konkursów muzycznych, takich jak: konkurs Młody Muzyk Roku, Konkurs Eurowizji dla Młodych Muzyków 2012, Międzynarodowy Konkurs Skrzypcowy im. Josepha Joachima, Konkurs Kompozytorski im. Tadeusza Ochlewskiego w 2012 czy XVI Międzynarodowy Konkurs Skrzypcowy im. Henryka Wieniawskiego w Poznaniu.
Do 2013 wraz z Orkiestrą Kameralną Polskiego Radia Amadeus nagrała przeszło 50 płyt, ponad 10 tys. minut muzyki dla Polskiego Radia, zarejestrowała 112 koncertów i programów muzycznych dla Telewizji Polskiej, pięć godzin muzyki dla Télévision Française 1 oraz godzinny program z muzyką polską dla Telewizji Japońskiej. Współpracowała także z wieloma wytwórniami płytowymi (Polskie Nagrania, ASV Records, WERGO, ADDA, Canyon Classics, AMF, Europa Musica, Vienna Modern Masters), nagrywając m.in. serenady i divertimenta Wolfganga Amadeusa Mozarta (1990) oraz 12 symfonii młodzieńczych Feliksa Mendelssohna-Bartholdy’ego (1991). W jej dorobku artystycznym znajduje się wiele prawykonań, m.in. pierwsze światowe nagranie „Wariacji Goldbergowskich” Johanna Sebastiana Bacha w transkrypcji na orkiestrę kameralną Józefa Kofflera. Dla swojej orkiestry dokonała wielu transkrypcji arcydzieł muzycznych, m.in. Obrazki z wystawy Modesta Musorgskiego oraz utworów kameralnych Johannesa Brahmsa, Claude’a Debussy’ego, Franza Schuberta.

Panią Duczmal cechuje przede wszystkim dociekliwość niepozwalająca jej na powierzchowne rozumienie muzyki. Kształtuje i różnicuje frazy z uderzającą oryginalnością.

W 2013 wraz z Orkiestrą Kameralną Polskiego Radia Amadeus obchodziła jubileusz 45-lecia pracy artystycznej. Uświetniły go dwa koncerty Per la Maestra (podczas którego orkiestrę poprowadziła jej córka, Anna Jaroszewska-Mróz) oraz Per la Orchestr, w którym dyrygowała jubilatka.
29 czerwca 2015 podczas uroczystej sesji rady miasta odebrała w poznańskim ratuszu tytuł honorowego obywatela miasta, który otrzymała „w uznaniu dla wybitnych osiągnięć muzycznych ze szczególnym uwzględnieniem dorobku Orkiestry Kameralnej Polskiego Radia Amadeus, oraz doceniając zasługi dla kształtowania artystycznego oblicza Poznania”.

Wielokrotnie miałam propozycje pracy poza Polską, ale zostałam tutaj, w Poznaniu. Całe moje serce oddałam temu miastu i mojej orkiestrze. Tytuł honorowego obywatela jest dla mnie nagrodą za naszą wspólną pracę, pracę wszystkich muzyków, którzy tworzyli i tworzą orkiestrę. Moja orkiestra uzyskała miano jednej z najlepszych orkiestr kameralnych na świecie i myślę, że Poznań może być z nas dumny.

10 stycznia 2016 z okazji swoich 70. urodzin zagrała w Poznaniu koncert z Orkiestrą Kameralną Polskiego Radia Amadeus.
1 września 2024 po 56 latach prowadzenia Orkiestry Kameralnej Polskiego Radia Amadeus ustąpiła z funkcji dyrektora artystycznego i pierwszego dyrygenta przekazując ją swojej córce, Annie Duczmal-Mróz pełniącej od 2009 funkcję drugiego dyrygenta w Orkiestrze.

## Nagrody i odznaczenia
- 1970 – laureatka I Ogólnopolskiego Konkursu Dyrygentów w Katowicach[41]
- 1975 – wyróżnienie na IV Międzynarodowym Konkursie Dyrygentów Fundacji Herberta von Karajana w Berlinie Zachodnim[42]
- 1976 – srebrny medal Fundacji Herberta von Karajana (wraz ze swoją orkiestrą) podczas Międzynarodowych Spotkań Młodych Orkiestr w Berlinie Zachodnim
- 1982 – nagroda La Donna del Mondo (Kobieta świata) przyznana przez Międzynarodowe Centrum Kultury Saint Vincent w Rzymie (pod patronatem UNESCO i prezydenta Włoch) za wybitne w skali światowej osiągnięcia na polu kultury, nauki i działalności społecznej[43]. Była czwartą w dziejach tej nagrody zdobywczynią tytułu.
- 1983 – Nagroda Ministra Kultury i Sztuki I stopnia
- 1993 – Srebrna Batuta, symboliczna nagroda, którą otrzymała od Piotra Frydryszka, prezesa Radia Merkury podczas benefisu 25 lat pracy ze stworzoną przez siebie orkiestrą obchodzonego wspólnie z tancerką Ewą Wycichowską[44]
- 1993 – medal „Ad Perpetuam Rei Memoriam”[45]
- 1998 – Krzyż Komandorski Orderu Odrodzenia Polski[46][47]
- 2002 – Krzyż Oficerski Orderu Krzyża Południa (Brazylia)[48]
- 2005 – Srebrny Medal „Zasłużony Kulturze Gloria Artis”[49][50]
- 2008 – tytuł Zasłużony dla Miasta Poznania (wraz ze swoją orkiestrą) w dowód uznania dla wybitnych dokonań w zakresie muzyki kameralnej, doceniając zasługi w rozsławianiu artystycznego oblicza Poznania na scenach świata w trakcie czterdziestu lat działalności[51]
- 2008 – Nagroda Ministra Kultury i Dziedzictwa Narodowego w kategorii muzyka[52][53]
- 2008 – Honorowy Złoty Mikrofon[54]
- 2010 – tytuł Wybitna Wielkopolanka nadany przez Stowarzyszenie Ruch Regionalny Wielkopolan[55]
- 2010 – tytuł Honorowego Obywatela Krotoszyna[56]
- 2013 – statuetka Złotego Hipolita[57]
- 2015 – tytuł Honorowego Obywatela Miasta Poznania jako wyraz uznania dla wybitnych dokonań artystycznych o randze międzynarodowej[58][59]
- 2016 – Nagroda ZAiKS-u za propagowanie polskiej muzyki współczesnej[60]
- 2018 – nagroda „Złotego Fryderyka”[61]
- 2018 – Nagroda 100-lecia ZAiKS-u[60]
- 2018 – Złoty Medal „Zasłużony Kulturze Gloria Artis”[50]
- 2021 – Diamentowa Batuta[62]
- 2024 – Koryfeusz Muzyki Polskiej – nagroda honorowa

## Życie prywatne
Żona muzyka kontrabasisty w Orkiestrze Kameralnej Polskiego Radia „Amadeus” Józefa Jaroszewskiego, którego poślubiła w 1972. Ich córka Karolina Jaroszewska jest wiolonczelistką, ukończyła Juillard School of Music w Nowym Jorku. Od 2005 jest jednym z koncertmistrzów w Filharmonii Narodowej w Warszawie, sporo też koncertuje indywidualnie. Młodsza córka Anna Duczmal-Mróz jest dyrygentką, a syn Jakub, informatyk, zajmuje się działalnością reklamową.